# さくら天然色フヰルム
さくら天然色フヰルム（さくらてんねんしょくフイルム、新字体表記：さくら天然色フィルム）は、かつて存在した写真用フィルムの商標。1941年6月に六櫻社（六桜社）が製造、小西六（のちのコニカ→コニカミノルタ）が発売開始した、日本初のカラーフィルム。リバーサルフィルムであり、のちの「コニカクローム」の前身商品。

## 概要

### 沿革
1944年12月までに、7500平方メートル（35ミリ判18枚撮りに換算して約20万本）製造された。戦時の製造中止をはさみ、戦後の1948年に生産再開され、「さくらカラーリバーサル」「さくらカラーR」「サクラクローム」「コニカクローム」と名称や仕様を改めながら2006年まで生産された。
六櫻社は「さくら天然色フヰルム」を発表するまでに、カラースクリーン式やトライパック式など様々なカラー写真技術を研究してきていた。「さくら天然色フヰルム」開発にあたり、アメリカ合衆国のコダックが1935年に発売した世界初のカラーフイルム「コダクローム」を参考に、5年間の試行錯誤を行なった。「コダクローム」と同様の外式発色現像方式であるが、コダックの特許を避けるため、現像工程のうち、発色現像を薬品による制御方式（浸透調節現像式）ではなく露光によって制御する方式（選択露光式）を採用した（のちに「コダクローム」もこの方式に切り替えた）。
1948年にほぼ同じ仕様で製造を再開。パッケージ表記は「SAKURA COLOR FILM」となった。
コニカは1991年、カラーフィルム発売50周年記念として、写真店に「さくら天然色フヰルム」のパッケージのレプリカ（中は空）と記念テレホンカードの入ったケースを配っている。
2013年2月10日、国立科学博物館が重要科学技術史資料に指定。

### 仕様
フィルムベースはアセテート。層構成は、下からフィルムベース→ハレーション防止層→高感度赤感光層（パン）→赤フィルター層→中感度緑感光層（オルソ）→黄フィルター層→低感度（表示感度）青感光層となっており、現像後はハレーション防止層、赤・黄フィルター層は無色になり、感光層は下から順にシアン・マゼンタ・イエローと発色する。感度はISO感度10相当のデイライトタイプ。処理時間は18ステップ160分。
発売当初、135判（ライカ判）18枚撮りの定価は現像料込み10円で、当時の白黒フィルムの約10倍ほどの価格であったため、民生用よりは主に日本軍・報道関係で使用された。発売直後に太平洋戦争が始まったことも民生普及の障害になった。写真愛好家にほとんど流通しなかったことから、「さくら天然色フヰルム」で撮影されたと思われ、かつ現存する写真はきわめて少ない。
発売当初の六櫻社は、日野分工場で撮影者が小包で送った撮影済みフィルムを受け取り、現像して返送するサービスを行っていた。
1948年時点の価格は135フィルム20枚撮り580円、120フィルム6枚撮り750円、127フィルム8枚撮り490円。販売元の小西六は当時、同時期の「コダクローム」や「富士カラーフィルム」同様、プリントサービスを受け付けていた。
パッケージが大きかったのは、現像後マウントされたフィルムを収納しておくため。

## 関連商品
電灯光用のトライパック式カラーフィルム「さくら三色フヰルム」を同時に発売した。また、「さくら発色転現紙」という発色転染現像方式の印画紙も発売した。これは「さくら三色フヰルム」で得られた分解ネガを焼付け、カラー写真を得られるようにしたものであった。